# Чентола (Салерно)
Чентола (итал. Centola) је насеље у Италији у округу Салерно, региону Кампанија.
Према процени из 2011. у насељу је живело 1334 становника. Насеље се налази на надморској висини од 289 м.

## Становништво
Према резултатима пописа становништва 2011. у општини је живело 5.073 становника.
| 1936. | 1951. | 1961. | 1971. | 1981. | 1991. | 2001. | 2011. |
| ----- | ----- | ----- | ----- | ----- | ----- | ----- | ----- |
| 3.699 | 4.162 | 4.233 | 4.316 | 4.677 | 4.805 | 4.828 | 5.073 |